# Universal Pictures Home Entertainment
La Universal Pictures Home Entertainment è una compagnia home video di proprietà della NBC Universal.

## Storia

### Le origini
Lo studio ha le sue origini in due aziende divise: MCA Videodisc e MCA Videocassette, Inc..
Nel 1968 la MCA rinomina il sistema Videodisc in DiscoVision, formando così una nuova entità: MCA DiscoVision. I primi LaserDisc vengono pubblicati nel 1977.
Nel 1979 inizia a distribuire i film anche degli altri studiinematografici dell'epoca.
Nel 1980 viene divisa in LaserVision e MCA Videodisc. Giorni prima LaserVision era ribattezzato DiscoVision Associates. La Pioneer Entertainment acquista la produzione di LaserDisc. Lo stesso anno la vecchia MCA DiscoVision diventa indipendente dal vero marchio laserdisc. Viene istituita anche la MCA Videocassette Incorporated.

### Gli anni successivi
Nel 1983 le due compagnie si uniscono in un'unica entità: MCA Home Video. A partire dal 1988 cambia nome in MCA/Universal Home Video, in alternanza con il nome MCA Home Video fino al 1991. Viene poi cambiato in Universal Studios Home Video nel 1996 (in alternanza con il nome MCA/Universal Home Video fino al 1997), in Universal Studios Home Entertainment nel 2004 e infine, nel 2015, in Universal Pictures Home Entertainment. Dal 2006 la Universal Studios Home Entertainment commercializza, oltre che nel semplice formato DVD, anche in quello HD DVD, e dal 2007, anche in Blu-ray. I primi film ad essere distribuiti in tale formato sono La mummia, La mummia - Il ritorno e Il Re Scorpione.

## Prodotti
La Universal Studios Home Entertainment distribuisce nel mercato dell'home video principalmente i prodotti derivanti dalle case di produzione della NBC Universal, sia i film della Universal Pictures, che i film per la televisione e le serie tv della Universal Media Studios.
Fino al 2006 ha distribuito anche alcuni film della DreamWorks (passata alla Viacom). Tuttavia dopo che la Dreamworks è stata acquisita dalla Reliance nel 2009, la Universal Studios Home Entertainment ha ricominciato a distribuire i suoi film.
All'interno degli Stati Uniti trasmette anche i prodotti della Summit Entertainment e nell'America del Nord ha i diritti in esclusiva per i film dei Pokémon.
Nei Paesi Bassi distribuisce anche i film indipendenti. In Canada i titoli della Alliance Atlantis, nel Regno Unito molti dei film della Republic Pictures, e molti titoli della Carolco Pictures in America Latina, Australia ed Europa.
In Italia avrà distribuito l'animazione giapponese come La città incantata dopo la distribuzione cinematografica, Blue Dragon, Kilari e i film dei Pokémon.